# Liste von Persönlichkeiten der Stadt Hainichen

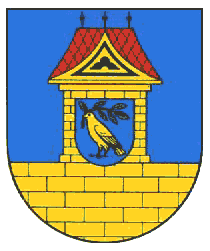
Wappen der Stadt Hainichen

Die Liste von Persönlichkeiten der Stadt Hainichen enthält Personen, die in der Geschichte der sächsischen Stadt Hainichen im Landkreis Mittelsachsen eine nachhaltige Rolle gespielt haben. Es handelt sich dabei um Persönlichkeiten, die Ehrenbürger oder hier geboren sind oder hier gewirkt haben.
Für die Persönlichkeiten aus den nach Hainichen eingemeindeten Ortschaften siehe auch die entsprechenden Ortsartikel.

## Ehrenbürger
Das Ehrenbürgerrecht erhielten:
- 1893: Friedrich Gottlob Keller (1816–1895), Erfinder[1]
- 1. April 1895: Otto von Bismarck (1815–1898), Reichskanzler

## Söhne und Töchter der Stadt
Die folgenden Personen sind in Hainichen oder den heutigen Ortsteilen der Stadt geboren. Ob sie ihren späteren Wirkungskreis in Hainichen hatten oder nicht, ist dabei unerheblich.

### Persönlichkeiten des Mittelalters und der Frühen Neuzeit

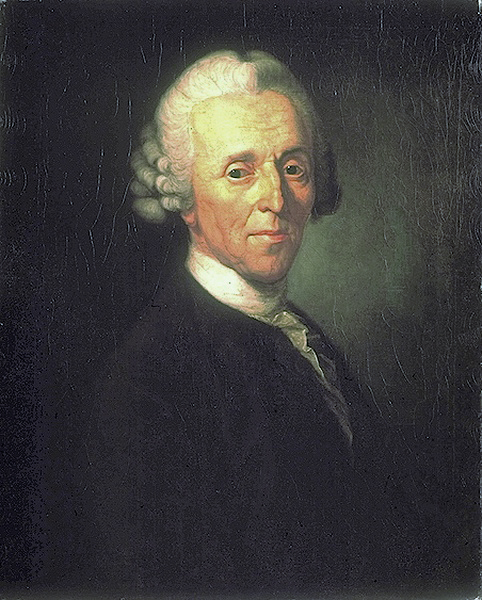
Christian Fürchtegott Gellert, Porträt von Anton Graff

- Michael Meurer (1475–1537), Theologe und Reformator
- Christlieb Ehregott Gellert (1713–1795), Metallurge und Mineraloge
- Christian Fürchtegott Gellert (1715–1769), bedeutender Dichter der Aufklärung

### Persönlichkeiten des 19. Jahrhunderts

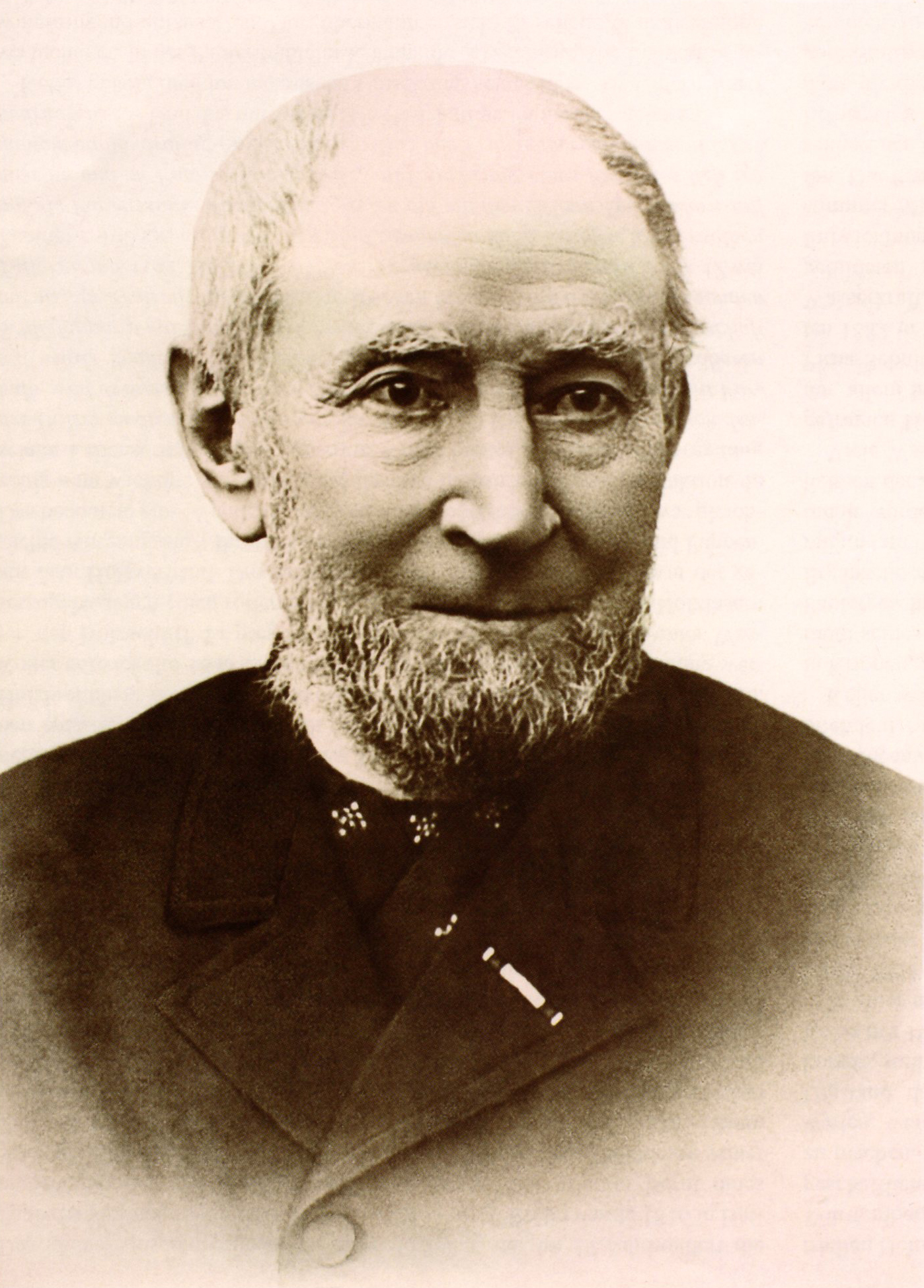
Friedrich Gottlob Keller

- Carl Friedrich Mosch (1784–1859), Mineraloge und Schriftsteller
- Friedrich Gottlob Lehmann (1805–1869), Textilfabrikant und MdL (Königreich Sachsen)
- Emil Kreller (1811–1882), Rittergutsbesitzer und Politiker, MdL (Königreich Sachsen)
- Carl Friedrich Metzler (1813–1867), Jurist, Bürgermeister und Mitglied der Frankfurter Nationalversammlung
- Friedrich Gottlob Keller (1816–1895), Erfinder auf dem Gebiet der Papierherstellung
- Carl Edmund Werner (1835–1898), Jurist
- Carl Gustav Leonhardt (1845–1903), sächsischer Textilfabrikant
- Alfred Naumann (1847–1917), Fotograf
- Theodor Distel (1849–1912), Archivar

### Persönlichkeiten des 20. Jahrhunderts

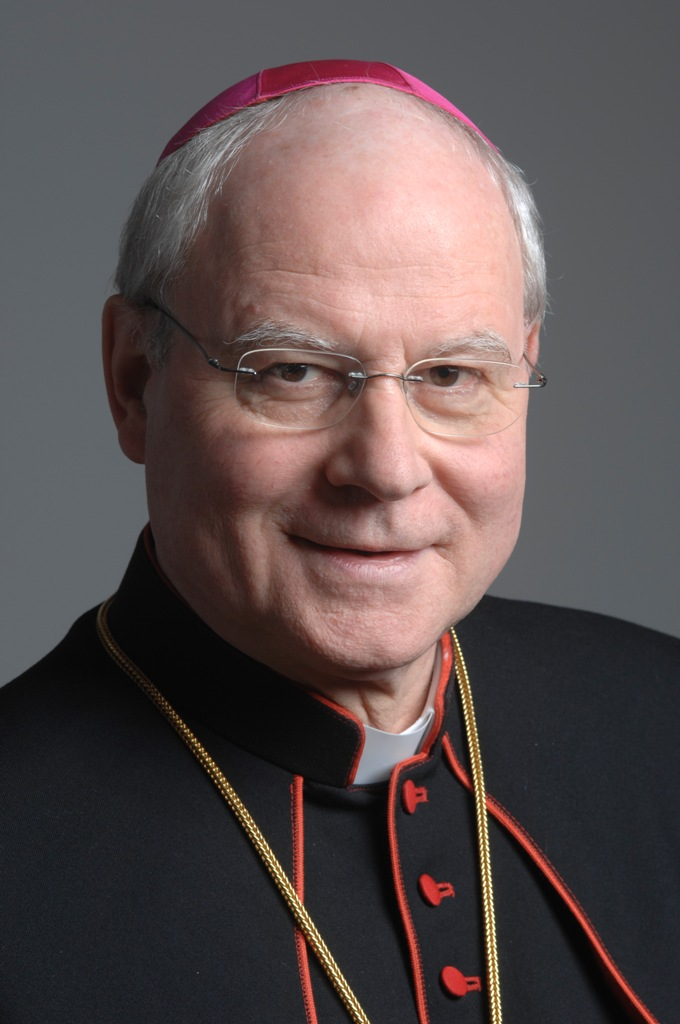
Konrad Zdarsa (2009)

- Johannes Uhlig (1869–nach 1936), romantischer Maler
- Max Freund (1879–1980), US-amerikanischer Germanist und Hochschullehrer
- Alfred Etienne (1885–1961), Jurist und Politiker
- Eva Schumann (1889–1973), Übersetzerin
- Ingolf Kuntze (1890–1952), Schauspieler und Intendant
- Georg Morgenstern (1892–1975), Philosoph und Hochschullehrer
- Albert Sixtus (1892–1960), Kinder- und Jugendbuchautor
- Sigfrid Mangler (1902–nach 1950), Jurist, Parteifunktionär und Kommunalpolitiker (NSDAP)
- Curt Wach (1906–1974), Politiker (KPD/SED), Vorsitzender des Rates des Bezirkes Potsdam sowie Minister für Handel und Versorgung der DDR, geboren in Gersdorf
- Peter Coryllis (1909–1997), Schriftsteller
- Petra Moll (1921–1989), Kunstmalerin
- Hans-Joachim Rothe (1923–2007), Musikwissenschaftler und Genealoge
- Werner Lauterbach (1930–2012), Heimatforscher, Volkskundler, Publizist und Autor, geboren in Cunnersdorf
- Dieter Kürschner (1935–2013), Autor, Militärhistoriker und Heimatforscher
- Manfred Fricke (1936–2009), Präsident der TU Berlin, Wissenschaftler und Sachverständiger Schwerpunkt Flugtechnik
- Berthold Lindner (* 1937), Werbegrafiker und Formgestalter
- Rainer Simon (* 1941), Filmregisseur und Drehbuchautor
- Günter Hofmann (1944–2008), Maler und Grafiker[2]
- Konrad Zdarsa (* 1944), katholischer Geistlicher, Bischof von Augsburg
- Karin Oehme (* 1946), Schauspielerin
- Dietmar Riemann (* 1950), Fotograf und Autor
- Peter Cwielag (* 1951), Schauspieler und Theaterregisseur
- Radjo Monk (* 1959), Lyriker und Videokünstler
- Andreas Altmann (* 1963), Schriftsteller

## Persönlichkeiten, die mit der Stadt in Verbindung stehen
- Johann Gottfried Stecher (1718–1776), Holzbildhauer
- Ernst Wilhelm Richter (1802–1874), Schuldirektor in Hainichen, Kantor und Schriftsteller
- Wolfram Lindner (1941–2010), Mitbegründer der Sektion Radsport der BSG Motor Hainichen, später erfolgreicher Trainer
- Kerstin Becker (* 1969), Schriftstellerin